# Шитоая (Долж)
Шитоая (рум. Șitoaia) — село у повіті Долж в Румунії. Входить до складу комуни Алмеж.
Село розташоване на відстані 188 км на захід від Бухареста, 13 км на північний захід від Крайови.

## Населення
За даними перепису населення 2002 року у селі проживала 691 особа, усі — румуни. Усі жителі села рідною мовою назвали румунську.